# Те-Гіллс (Техас)
Те-Гіллс (англ. The Hills) — селище (англ. village) в США, в окрузі Тревіс штату Техас. Населення — 2613 особи (2020).

## Географія
Те-Гіллс розташований за координатами 30°20′47″ пн. ш. 97°59′11″ зх. д. / 30.34639° пн. ш. 97.98639° зх. д. (30.346419, -97.986429).  За даними Бюро перепису населення США в 2010 році селище мало площу 2,80 км², уся площа — суходіл.

## Демографія
Згідно з переписом 2010 року, у селищі мешкали 2472 особи в 953 домогосподарствах у складі 816 родин. Густота населення становила 882 особи/км².  Було 1027 помешкань (366/км²).
Расовий склад населення:
| - 94,1 % — білих - 2,1 % — азіатів - 1,5 % — чорних або афроамериканців - 0,8 % — корінних американців |

До двох чи більше рас належало 0,9 %. Частка іспаномовних становила 6,4 % від усіх жителів.
За віковим діапазоном населення розподілялося таким чином: 23,9 % — особи молодші 18 років, 55,8 % — особи у віці 18—64 років, 20,3 % — особи у віці 65 років та старші. Медіана віку мешканця становила 48,2 року. На 100 осіб жіночої статі у селищі припадало 94,8 чоловіків;  на 100 жінок у віці від 18 років та старших — 92,8 чоловіків також старших 18 років.
Середній дохід на одне домашнє господарство  становив 169 447 доларів США (медіана — 125 357), а середній дохід на одну сім'ю — 183 573 долари (медіана — 146 071). За межею бідності перебувало 1,1 % осіб, у тому числі 0,0 % дітей у віці до 18 років та 0,9 % осіб у віці 65 років та старших.
Цивільне працевлаштоване населення становило 1203 особи. Основні галузі зайнятості: освіта, охорона здоров'я та соціальна допомога — 17,3 %, науковці, спеціалісти, менеджери — 17,0 %, фінанси, страхування та нерухомість — 15,2 %.